# Saôna
Saôna (francouzsky Saône [soːn]) je řeka ve východní Francii (Franche-Comté, Lotrinsko, Burgundsko, Rhône-Alpes). Délka řeky je 482 km. Plocha jejího povodí měří 29 950 km², z čehož 1310 km² leží ve Švýcarsku.

## Průběh toku
Pramení v jižní části Lotrinské planiny. Protéká Saônsko-rhônskou mezihorskou propadlinou. Má charakter rovinné řeky s pokojným tokem. Ústí zprava jako největší přítok do Rhôny.

### Přítoky
Největším přítokem je Doubs.

## Vodní režim
Zdrojem vody jsou převážně dešťové srážky. Průměrný průtok vody nedaleko ústí činí přibližně 400 m³/s. Nejvyšších úrovní hladiny dosahuje od listopadu do dubna. Vzestup hladiny při povodni je velký 3 až 4 m.

## Využití
Vodní doprava je možná téměř po celém toku. Koryto je regulováno zdymadly a místy obehnáno hrázemi. Je spojena kanály s Moselou, Loirou, Marnou, Seinou a Rýnem. Na řece leží město Lyon.